# Елия Флацила
Елия Флавия Флацила (на латински: Aelia Flavia Flacilla) е римска императрица, първа съпруга на император Теодосий I и майка на императорите Аркадий и Хонорий.
Произхожда от видно римско семейство от Испания. Омъжва се за Теодосий преди възкачването му на престола. Прочува се с благочестието и благотворителността си. Умира през 385 г.